# È la mia vita
È la mia vita è un singolo di Al Bano, pubblicato nel 1996 dalla WEA.
Il brano venne presentato per la prima volta in assoluto al 46º Festival di Sanremo (esattamente il 20 febbraio), dove si classificò al settimo posto con 16.305 voti.